# Marcellino (generale romano)
Marcellino (in latino Marcellinus; in greco antico: Μαρκελλῖνος?, Markellìnos; ... – Sicilia, agosto 468) è stato un generale e politico romano d'Occidente. Si ritagliò un territorio nell'Illirico, di cui era comes, nel quale godette di una certa indipendenza. Combatté ripetutamente e vittoriosamente contro i Vandali, ma morì a causa delle lotte intestine dell'Impero.

## Biografia

### Carriera sotto Valentiniano III
Marcellino era amico di Flavio Ezio, magister militum dell'Imperatore romano Valentiniano III; quando Valentiniano assassinò Ezio, nel 454, Marcellino si ritenne dispensato dall'essere fedele all'imperatore, ritagliandosi di fatto un dominio in Dalmazia, che tenne come comes rei militaris dell'Illyricum.
Dopo la morte di Valentiniano — anche se non è chiaro se prima dell'elezione di Avito (455) o dopo la sua deposizione (456) — venne organizzato da Peonio un colpo di Stato per mettere Marcellino sul trono, che però non ebbe successo.

### Maggioriano e Libio Severo

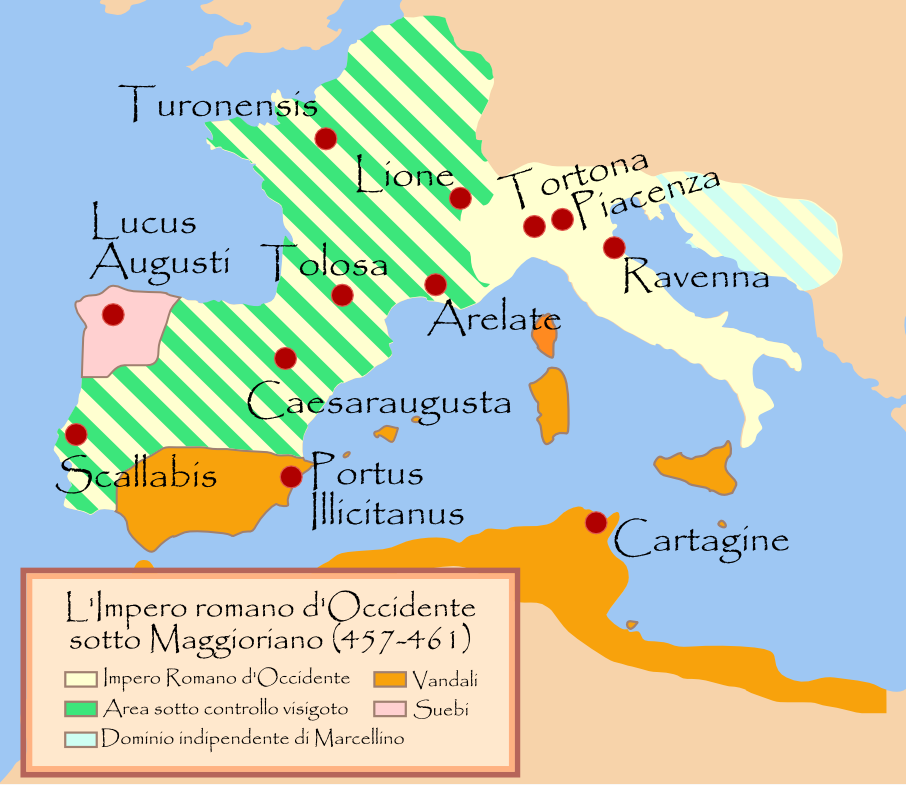
L'Impero romano d'Occidente sotto Maggioriano. Il dominio di Marcellino sull'Illirico sottraeva di fatto la regione all'imperatore

Quando alla dignità imperiale venne eletto Maggioriano (457), Marcellino godette di una sorta di ufficializzazione: risale probabilmente a questa epoca il conferimento del titolo di Patricius Occidentis. Sostenne l'imperatore nella sua lotta contro i Vandali: a capo di un contingente formato principalmente o esclusivamente di Goti, venne mandato a difendere la Sicilia dai barbari, probabilmente in occasione della offensiva contro i Vandali progettata da Maggioriano. Il piano prevedeva un attacco combinato al regno vandalo nell'Africa settentrionale, con Maggioriano che avrebbe dovuto muoversi dalla Spagna e Marcellino dalla Sicilia: la flotta romana subì però una grave sconfitta, e l'imperatore venne assassinato dal magister militum Ricimero.
Anche Marcellino si scontrò con Ricimero: il potente comandante dell'esercito d'Occidente, utilizzando la propria notevole ricchezza, riuscì a corrompere i soldati barbarici di Marcellino, convincendoli ad abbandonare il loro generale; Marcellino, temendo per la propria vita, lasciò la Sicilia senza difese e si ritirò in Dalmazia (461 o 462).

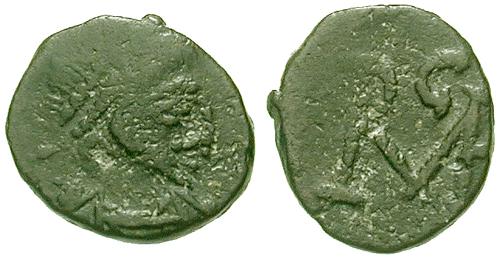
Moneta dell'imperatore romano d'Occidente Libio Severo (461-465), che subì pesantemente l'influenza del magister militum Ricimero. Fu Ricimero ad assassinare il predecessore di Severo, Maggioriano, col quale Marcellino aveva collaborato, e a mettere sul trono un fantoccio, Severo; Marcellino ed Egidio, che governavano rispettivamente la Dalmazia e la Gallia, non riconobbero il nuovo imperatore. Dotato di una flotta e di un esercito ben equipaggiato, Marcellino costituiva una minaccia per Severo e Ricimero: fu l'imperatore d'Oriente Leone I ad intercedere per il collega occidentale e a impedire l'attacco.

Il nuovo imperatore, Libio Severo, era in realtà un pupazzo nelle mani di Ricimero: non venne quindi riconosciuto come tale da Marcellino e da Egidio, un altro generale provinciale semi-indipendente. Temendo che Marcellino marciasse contro di lui, Severo chiese all'imperatore d'Oriente, Leone I, di intervenire: Leone inviò come ambasciatore Filarco, facendo desistere Marcellino dall'attacco. Questo episodio, però, è un segno della stretta collaborazione che si instaurò tra Marcellino, che nominalmente era alle dipendenze dell'imperatore d'Occidente, e Leone, imperatore d'Oriente.
Nel 464 Marcellino combatté nuovamente in Sicilia, che liberò dai Vandali. Nella primavera del 467, l'imperatore d'Oriente nominò Antemio imperatore d'Occidente, inviandolo da Costantinopoli in Italia accompagnato da un esercito comandato dal magister militum per Illyricum Marcellino e da altri comites. Antemio fu proclamato imperatore al terzo o all'ottavo miglio da Roma, il 12 aprile. L'elezione di Antemio fu celebrata a Costantinopoli con un panegirico di Dioscoro. Verso la fine dello stesso anno, condusse un tentativo di invasione del Regno dei Vandali che fu infruttuoso a causa del maltempo, con la flotta di Marcellino costretta a tornare ai porti. Sembra che fosse stato promosso in questi anni anche a magister militum per Illyricum.

### Antemio e Ricimero
Nel 468 Marcellino venne insignito del titolo di patrizio, conferitogli da Antemio probabilmente per bilanciare il potere del magister militum Ricimero: mentre infatti in oriente esistevano due magistri militum praesentales ("comandanti dell'esercito al servizio dell'imperatore") di pari grado, in occidente era invalso l'uso di un solo magister utriusque militiae; Antemio avrebbe quindi introdotto l'uso orientale, allo scopo di controllare meglio Ricimero sottraendogli una parte del suo potere. Non è noto il rango ottenuto da Marcellino sotto Antemio, ma dato che Ricimero era magister peditum ("comandante della fanteria"), è ragionevole pensare che Marcellino fosse magister equitum ("comandante della cavalleria").
Nello stesso anno Marcellino partecipò alla spedizione contro i Vandali, un'operazione coordinata tra l'imperatore d'occidente Antemio, quello d'oriente Leone I e Marcellino stesso. Marcellino si diresse in Sardegna, che strappò ai Vandali, e poi raggiunse in Sicilia il resto delle truppe, agli ordini di Basilisco. A causa dell'inettitudine del comandante supremo, la spedizione fallì, e Marcellino fuggì in Sicilia, dove venne assassinato da uno dei suoi capitani, forse per ordine di Ricimero, in agosto. Il re vandalo Genserico esultò alla notizia, affermando che «i Romani hanno tagliato la propria mano destra con la propria sinistra»: tale era infatti il timore che Genserico aveva di Marcellino, probabilmente il suo nemico più pericoloso.

## Giudizi su Marcellino
Marcellino era un pagano, uno studioso e un amico di Sallustio, il filosofo cinico. Era un cultore della divinazione, avendo la reputazione di essere molto pratico di questa attività.
Era un ottimo statista e generale, come testimoniato dalla sua capacità di mantenere per sé una solida indipendenza in Illyricum, in un'epoca di grandi sconvolgimenti. Delle sue truppe si dice che fossero ben equipaggiate: questo è un indizio importante per valutare le ragioni dei suoi successi militari, a maggior ragione in un'epoca di declino della qualità del materiale militare. Un altro tassello del suo potere fu la disponibilità di una flotta, di base a Salona: con questa poté minacciare di invadere l'Italia, e sempre questa flotta gli permise di conquistare la Sardegna e di difendere la Sicilia dai Vandali, anch'essi dotati di una flotta di rilievo. La sua efficienza militare fu dovuta anche al controllo che esercitava sulle fabbriche di armi della Dalmazia, sui cantieri navali di Salona e sulle miniere di piombo in Domavia e di ferro nella valle del Sava.
Governò i suoi territori con equità, forse trasmettendoli alla propria famiglia, in quanto Giulio Nepote, suo nipote, mantenne il titolo di Marcellino in Dalmazia, dove tornò dopo essere stato sconfitto e costretto alla fuga da Flavio Oreste (475), per mantenere il titolo imperiale per cinque anni prima di essere assassinato.